# 库恩赫芬
库恩赫芬是德国莱茵兰-普法尔茨州的一个市镇。总面积1.68平方公里，总人口154人，其中男性80人，女性74人（2011年12月31日），人口密度92人/平方公里。